# Raceboard
 (juillet 2025).
Si vous disposez d'ouvrages ou d'articles de référence ou si vous connaissez des sites web de qualité traitant du thème abordé ici, merci de compléter l'article en donnant les références utiles à sa vérifiabilité et en les liant à la section « Notes et références ».
La raceboard est une famille de planche à voile permettant à un public de tout âge de naviguer sur tout type de plan d'eau et tout vent en raison de la polyvalence de l'équipement et de la très bonne flottabilité des planches.
Plus précisément c'est une série internationale gérée par le World Sailing.
La superficie maximum de la voile est de 9,5 m2 en régate pour les hommes et 8,5 m2 pour les femmes et jeunes.
La longueur des planches ne doit pas dépasser 3,80 m pour une largeur de 67 cm généralement. Elle comporte une dérive et un aileron permettant de naviguer à toutes les allures comme les bateaux.
Cela permet un départ rapide dans des vents faibles, inférieurs à 10 nœuds, ainsi que des remontées au près aisées.
Ce type de pratique a été relancé au début des années 2000 et a permis aux compétitions internationales de se dérouler dans n'importe quelles conditions (vents forts ou faibles).